# موريس إل. ألبيرتسون
موريس إل. ألبيرتسون (بالإنجليزية: Maurice L. Albertson)‏ هو مهندس أمريكي، ولد في 30 أغسطس 1918، وتوفي في 11 يناير 2009.